# Skriðuvatnshæð
Skriðuvatnshæð är en kulle i republiken Island. Den ligger i regionen Norðurland eystra, 400 km nordost om huvudstaden Reykjavík. Toppen på Skriðuvatnshæð är 285 meter över havet, eller 57 meter över den omgivande terrängen. Bredden vid basen är 1,7 km.
Trakten runt Skriðuvatnshæð är nära nog obefolkad, med mindre än två invånare per kvadratkilometer. Det finns inga samhällen i närheten. Omgivningarna runt Skriðuvatnshæð är i huvudsak ett öppet busklandskap.